# ロジェ・ピアントニ
ロジェ・ピアントニ（Roger Piantoni, 1932年12月26日 - 2018年5月26日）は、フランス出身の元サッカー選手。ポジションはフォワード。

## 経歴
1950年にFCナンシーでキャリアをスタートさせ、1951年にリーグ得点王に輝く。同クラブで7年間過ごした後、スタッド・ランスへと移籍。1957-58シーズンから1年おきにリーグ・アンを制した他、フランスカップ、フランススーパーカップを獲得した。また、1961年には再びリーグ得点王となった。1964年、OGCニースへと移籍して2年間プレーした後に引退した。
フランス代表として37キャップ、18得点。1958 FIFAワールドカップへも出場し、3得点を記録した。
2018年5月26日に死去。85歳没。

## 選手経歴
- 1950-1957  FCナンシー
- 1957-1964  スタッド・ランス
- 1964-1966  OGCニース